# Хайдман, Натиша
Натиша Хайдман (англ. Natisha Hiedeman; род. 10 февраля 1997 года в Грин-Бее, Висконсин, США) — американская профессиональная баскетболистка, которая выступает в женской национальной баскетбольной ассоциации (ВНБА) за клуб «Миннесота Линкс». Была выбрана на драфте ВНБА 2019 года во втором раунде под общим восемнадцатым номером командой «Миннесота Линкс». Играет на позиции разыгрывающего защитника.

## Ранние годы
Натиша Хайдман родилась 10 февраля 1997 года в городе Грин-Бей (штат Висконсин), у неё есть брат, Сэнди Коэн, а училась она там же в Юго-Западной средней школе, в которой выступала за местную баскетбольную команду.

## Студенческая карьера
Хайдман является выпускницей университета Маркетта, за который выступала с 2015 по 2019 годы и была одним из лидеров команды, набирая в выпускном сезоне по 17,6 очка, 6,1 подбора и 4,5 передачи в среднем за игру.

## Профессиональная карьера
В 2019 году Хайдман была выбрана на драфте клубом «Миннесота Линкс» под общим 18-м номером, однако ещё до старта очередного сезона её обменяли на Лекси Браун в команду «Коннектикут Сан».
В Европе выступала за шведский клуб «Лулео Нортланд Баскет» и израильский клуб «Маккаби (Рамат-Ган)».
В мае 2021 года перешла в оренбургский клуб «Надежда».

## Достижения
- 2019 — Финалистка ВНБА
- 2020 — Чемпионка Швеции
- 2021 — Обладательница кубка Израиля.